# Neoplocaederus purpuripennis
Neoplocaederus purpuripennis är en skalbaggsart som först beskrevs av Charles Joseph Gahan 1890.  Neoplocaederus purpuripennis ingår i släktet Neoplocaederus och familjen långhorningar. Inga underarter finns listade i Catalogue of Life.